# Kurier Codzienny (1945–1953)
Kurier Codzienny – ogólnopolski dziennik, wydawany w latach 1945–1953 w Warszawie, będący organem Stronnictwa Demokratycznego.

## Historia
Pierwszy numer gazety ukazał się 8 lipca 1945. Pismo było organem jednej z partii politycznych należących do tzw. bloku demokratycznego – Stronnictwa Demokratycznego. W okresie od lipca do września 1946 wydawanie gazety było zawieszone, jednak od jesieni 1946 ukazywała się ona ponownie jako dziennik związany z SD. Czasopismo uległo likwidacji w 1953 (ostatnie wydanie: 31 maja 1953). Od tego czasu do powstania w 1957 „Kuriera Polskiego” jedynym ogólnopolskim organem prasowym SD był „Tygodnik Demokratyczny”.
Funkcję redaktorów naczelnych „Kuriera” pełnili: Józef Wasowski (1945–1946) oraz August Grodzicki (1946–1953). Nakład pisma wahał się od 40 tys. w momencie powstania gazety do 18 tys. na krótko przed jej likwidacją.